# Pouzaroporia subrufa
Pouzaroporia subrufa är en svampart som först beskrevs av Ellis & Dearn., och fick sitt nu gällande namn av Vampola 1992. Pouzaroporia subrufa ingår i släktet Pouzaroporia och familjen Meruliaceae.   Inga underarter finns listade i Catalogue of Life.
I den svenska databasen Dyntaxa används istället namnet Ceriporiopsis subrufa för samma taxon.  Arten har ej påträffats i Sverige.